# Materia medica

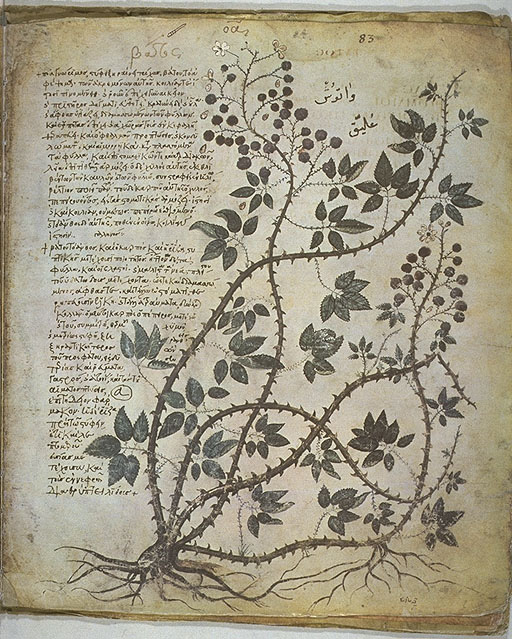
Pàgina amb dibuix de morera d'una còpia il·lustrada datada vers l'any 512, el codex Dioscòrides de Viena

Materia medica (llatí per a «substància curativa») és el conjunt de coneixements sobre les propietats terapèutiques de qualsevol substància que es faci servir per guarir, és a dir les medicines. El terme materia medica va ser utilitzat des de l'època de l'Imperi Romà fins al segle xx. Antany, moltes universitats tenien una «càtedra de Matèria Mèdica» però a poc a poc l'expressió tradicional va ser substituït pel sinònim farmacologia per a indicar la ciència i farmacopea per al codi oficial dels medicaments.
Aquest terme deriva del títol d'un llibre d'un metge de l'antiga Grècia, Dioscòrides Pedani del segle i, anomenat De materia medica, en grec: Περὶ ὕλης ἰατρικῆς. S'ha traduït a l'àrab el 1244. El 1537 es va publicar a París una edició en llatí amb el títol Pedanii Dioscoridis Anazarbei De medica materia libri sex per Simon de Colines, Dionysius Corronius, Jean Ruel i Miguel Servet.